# Robert Edward Mulvee
Robert Edward Mulvee (Boston, 15 febbraio 1930 – North Smithfield, 28 dicembre 2018) è stato un vescovo cattolico statunitense.

## Biografia
Robert Edward Mulvee nacque a Boston il 15 febbraio 1930 da John F. e Jennie T. Mulvee.

### Formazione e ministero sacerdotale
Compì gli studi per il sacerdozio presso il seminario "San Tommaso" di Bloomfield, il seminario "San Paolo" presso l'Università di Ottawa e il Collegio americano dell'Immacolata Concezione di Lovanio.
Il 30 giugno 1957 fu ordinato presbitero per la diocesi di Manchester a Lovanio. In seguito fu cappellano del St. Charles Orphanage di Rochester e vicario parrocchiale delle parrocchie di San Leone a Gonic e di San Pietro a Farmington dal 1957 al 1958; vicario parrocchiale della parrocchia di Santa Caterina dal 1958 al 1960 e vicario parrocchiale della parrocchia della cattedrale di San Giuseppe a Manchester dal 1960 al 1961. Nel 1961 fu inviato in Europa per studi. Nel 1964 conseguì il dottorato in diritto canonico presso la Pontificia Università Lateranense a Roma e il master in educazione religiosa presso l'Università Cattolica di Lovanio. Tornato in patria fu assistente cancelliere vescovile dal luglio del 1964; giudice e notaio del tribunale diocesano; cerimoniere vescovile; segretario del sinodo diocesano e cancelliere vescovile dal 1972.
Fu anche membro del collegio dei consultori e di varie commissioni diocesane.
Nel 1966 venne nominato cameriere pontificio e nel 1970 prelato d'onore di Sua Santità.

### Ministero episcopale
Il 15 febbraio 1977 papa Paolo VI lo nominò vescovo ausiliare di Manchester e titolare di Summa. Ricevette l'ordinazione episcopale il 14 aprile successivo nella cattedrale di San Giuseppe a Manchester dal vescovo di Manchester Odore Joseph Gendron, co-consacranti il vescovo emerito della stessa diocesi Ernest John Primeau e il vescovo ausiliare di Hartford John Francis Hackett.
Prestò servizio come vicario generale e presidente del consiglio per il personale.
Il 19 febbraio 1985 lo stesso pontefice lo nominò vescovo di Wilmington.
Durante il suo episcopato a Wilmington sottolineò la collegialità nella sua amministrazione della diocesi, contribuì a ristrutturare l'Agenzia ecumenica Delmarva nel Consiglio cristiano del Delaware e della costa orientale del Maryland, fondò tre nuove missioni e ne elevò una allo status di parrocchia.
Il 9 febbraio 1995 papa Giovanni Paolo II lo nominò vescovo coadiutore di Providence. Il 27 marzo successivo entrò in diocesi. L'11 giugno 1997 succedette alla medesima sede.
In seno alla Conferenza dei vescovi cattolici degli Stati Uniti fu membro del consiglio consultivo nazionale dei vescovi; presidente del consiglio del Collegio americano dell'Immacolata Concezione; membro del consiglio di amministrazione; membro del comitato per il personale e i servizi amministrativi; membro del comitato per la campagna per lo sviluppo umano; membro del comitato per la nomina degli officiali della Conferenza e membro del comitato misto dei vescovi ortodossi e cattolici romani.
Fu anche presidente del Consiglio dei dirigenti della Chiesa e del Consiglio ecumenico dei dirigenti denominazionali cristiani del New England; membro del consiglio di fondazione della basilica del santuario nazionale dell'Immacolata Concezione a Washington; membro del consiglio del seminario "Santa Maria" di Baltimora; membro del consiglio dell'Università Cattolica d'America a Washington; membro del consiglio di fondazione del Providence College; membro del consiglio della Salve Regina University di Newport; membro del consiglio del seminario nazionale "San Giovanni XXIII" di Weston e membro del comitato di Catholic Relief Services. In quest'ultimo ruolo visitò alcune delle aree più povere del mondo. Mulvee fu anche presidente del comitato per le risorse umane di CRS.
Il 31 marzo 2005 lo stesso pontefice accettò la sua rinuncia al governo pastorale della diocesi per raggiunti limiti di età. Continuò a reggere la diocesi come amministratore apostolico fino all'ingresso in diocesi del suo successore, il 31 maggio successivo.
Durante i suoi anni di pensionamento, monsignor Mulvee visse tra la Florida e la Cathedral Residence di Providence. Continuò comunque a prestare servizio in diocesi presiedendo cerimonie e cresime. Nel 2017 celebrò il suo 60º anniversario di ordinazione sacerdotale e il 40º di episcopato.
Nel luglio del 1993 divenne cappellano ad honorem nell'Associazione Federale del Sovrano Militare Ordine di Malta.
Fu insignito di numerosi dottorati honoris causa e del Lumen Gentium Award for Administration and Stewardship il 18 maggio 2017.
Morì presso la St. Antoine Residence di North Smithfield il 28 dicembre 2018 all'età di 88 anni dopo una breve malattia. Le esequie si tennero il 10 gennaio alle ore 11 nella cattedrale dei Santi Pietro e Paolo a Providence. È sepolto nel cimitero di Sant'Anna a Cranston.

## Genealogia episcopale e successione apostolica
La genealogia episcopale è:
- Cardinale Scipione Rebiba
- Cardinale Giulio Antonio Santori
- Cardinale Girolamo Bernerio, O.P.
- Arcivescovo Galeazzo Sanvitale
- Cardinale Ludovico Ludovisi
- Cardinale Luigi Caetani
- Cardinale Ulderico Carpegna
- Cardinale Paluzzo Paluzzi Altieri degli Albertoni
- Papa Benedetto XIII
- Papa Benedetto XIV
- Papa Clemente XIII
- Cardinale Marcantonio Colonna
- Cardinale Giacinto Sigismondo Gerdil, B.
- Cardinale Giulio Maria della Somaglia
- Cardinale Carlo Odescalchi, S.I.
- Cardinale Costantino Patrizi Naro
- Cardinale Lucido Maria Parocchi
- Papa Pio X
- Cardinale Gaetano De Lai
- Cardinale Raffaele Carlo Rossi, O.C.D.
- Arcivescovo Moses Elias Kiley
- Cardinale Albert Gregory Meyer
- Vescovo Ernest John Primeau
- Vescovo Odore Joseph Gendron
- Vescovo Robert Edward Mulvee

La successione apostolica è:
- Vescovo Robert Joseph McManus (1999)